# コージ
コージ（本名：徳田 浩至（とくだ こうじ）、1987年12月20日 - ）は、日本のお笑いタレント、俳優、元アメリカンフットボール選手。ワタナベエンターテインメント所属。アメリカンフットボール選手としてのポジションはディフェンシブエンド（DE）。

## 経歴
大阪学芸高等学校卒業。在校時にオーストラリアへ留学。法政大学文学部英文学科卒業。大学4年時は、アメフト部主将を務めた。
法政大学卒業後、スイーツ好きが高じて移動販売のクレープ店を経営。その後、小学校の卒業文集で将来の夢の欄に書いた「有名人」という言葉を思い出し、エンターテイナーの道を目指す。
吉本のお笑い養成所・東京NSC18期生として入学し、オーストラリア人の相方とコンビを組むがビザが切れてしまったため相方が帰国。一人で舞台やお笑い活動をしている中で杉浦大毅と出会い、ブリリアン結成（2020年3月10日解散）。ワタナベエンターテインメントへ所属となる。所属後すぐに事務所の先輩だったブルゾンちえみに誘われ、「ブルゾンちえみ with B」を結成。
2017年放送の『ぐるナイ!おもしろ荘 若手にチャンスを頂戴今年も誰か売れてSP』で優勝しブレイク。以降、バラエティ番組、ドラマ、CMなどに出演。
2020年3月にブリリアン解散後、「これまでの自分と心機一転区切りをつけたかったのと、グローバルに活躍したい」という意味を込めて、芸名をコージから「コージ・トクダ」へと改名し、単身での活動を始める。その後「アメフトに恩返しがしたい」という想いから、アメフト選手に復帰。3月30日、みらいふ福岡SUNSへ所属することを発表した。
2023年3月1日、自身のTwitterでアメフト選手を引退したことを発表した。
2023年6月24日、自身のInstagramにて芸名を「コージ」に変更したことを報告した。

## アメフト選手として
大学時代は法政大学体育会アメリカンフットボール部（法政大学トマホークス（現：法政大学オレンジ））に所属。ポジションはディフェンシブエンドだった。
2006年、1年生時に甲子園ボウルで関西学院大学に勝利し、大学日本一となった。さらに、2008、09年には甲子園ボウルに2年連続出場する。
2009年は、部員全員の投票にて主将を務め、関東リーグ戦（2004年 - 2014年）73連勝の歴代主将の一人となっている。
大学1年時の背番号は「92」、大学2年時から4年時は「44」。
大学卒業をもってアメフトを引退。その後、2016年発行の甲子園ボウルの記念誌に、「アメフトへの恩返しがしたい」との想いを綴っている。
2020年3月18日、アメリカンフットボールの選手として復帰し、社会人Xリーグ（X1 Area）でのプレーを目指しチームと交渉していることが報じられた。
同年3月30日に福岡市を本拠地とする社会人アメリカンフットボールチームみらいふ福岡SUNSに大学の同級生である栗原嵩と加入することが発表された。背番号は9。ポジションは大学時代と同じディフェンシブエンド。入団会見において「芸能活動も100%、アメフトも100%、200%の本気で取り組む」と意気込みを語り、「初戦で必ずQBサックを決めます」と公言した。
11月1日、神戸市立王子スタジアムにて10年振りの復帰試合が行われ、アズワンブラックイーグルス相手に34対20で勝利。さらには公言通りQBサックを決めた。
2021年11月21日、所属するSUNSがX1AREAリーグを5勝1敗の3位で終え、X1 Superへの昇格を果たした。
2023年3月1日、自身のTwitterでアメフト選手を引退したことを発表した。

## 人物
- 大阪府出身[17]。
- 身長182cm、体重92kg、左利き、血液型はAB型。
- 兄が二人、姉が一人の末っ子である。
- 大学卒業時、大手企業数社から内々定をもらっていたが断り、親の大反対もあったが「エンターテイナーになって日本文化を発信したい」とお笑いの世界へ入った[4]。
- しらたまとしばふという、2匹のハリネズミを飼っている。
- ジャニーズWESTのファンであり、ファンクラブに入っている。
- 好きな作品は『北斗の拳』[18]、『キングダム』[19]、『ろくでなしBLUES』[20]、『ロード・オブ・ザ・リング』、『トゥルーマン・ショー』[19]、『ウォーキング・デッド』[20]。
- レゴで様々な物を作るのが得意であり[21]、事務所後輩の四千頭身のYouTubeチャンネルでNiziUのパロディ動画で使用した「GoziU」のセットをレゴで制作。
- 飛行機に乗る時は遺書を書くほど、飛行機や高いところが苦手[22]。

## メディア出演

### テレビ

#### レギュラー番組
- KEIBA BEAT（2021年1月17日 - 、テレビ西日本） - 小倉競馬場（小倉）開催時MC、毎週日曜生放送

#### バラエティー
- ぐるぐるナインティナイン（日本テレビ）
  - ぐるナイ!おもしろ荘 若手にチャンスを頂戴今年も誰か売れてSP（2017年1月1日放送、日本テレビ） - ブルゾンちえみ with Bとして出演、優勝
- 行列のできる法律相談所（2017年1月22日 - 2020年4月12日、日本テレビ） - ブルゾンちえみ with Bとして出演
- 地球の走り方〜世界ラリー応援宣言〜（テレビ朝日） - ブリリアン単独でのレギュラー出演
- しゃべくり007（2017年2月27日、日本テレビ） - ブルゾンちえみ with Bとして出演
- PON!（2017年4月6日 - 、日本テレビ） - 木曜レギュラー、ブルゾンちえみ with Bとして出演
- 究極の男は誰だ!?最強スポーツ男子頂上決戦 - 第8回・第9回（2017年5月11日、9月28日、TBS）
- 金曜★ロンドンハーツ（2017年5月12日、5月26日、テレビ朝日)
- 24時間テレビ40『愛は地球を救う』＜告白〜勇気を出して伝えよう〜＞（2017年8月26・27日、日本テレビ）
- 超問クイズ! 真実か?ウソか?（日本テレビ） - 出題VTRに出演
- 逃走中～ドラゴンボール超コラボSP 横浜中華街大決戦！～（2018年1月6日、フジテレビ) - VTR出演
- 欽ちゃん&香取慎吾の全日本仮装大賞（日本テレビ）
  - 第95回（2018年2月3日） - 史上初のゼロ点を記録
  - 第96回（2019年2月2日） - 観覧者として参加
- オレ一応モデルなんですけど（2018年6月28日、群馬テレビ） - ゲスト出演
- 有吉ゼミ 大食いチャレンジ「超特大グリーンモンスタードリア」（2018年7月13日、日本テレビ）
- 24時間テレビ41「愛は地球を救う」＜動く＞（2018年8月25日・26日、日本テレビ） - 吉田沙保里と共に「1分間おしり風船割り」のギネス世界記録に挑戦、吉田が123個の風船を割り、新記録を樹立
- オールスター感謝祭（2018年10月6日、TBS）
- オールスター後夜祭（2018年10月7日、2019年4月7日、TBS）
- 有吉ゼミ 大食いチャレンジ「高さ25cm！超肉盛りメガタワー」（2018年10月15日、日本テレビ）
- 有田ジェネレーション（2018年10月24日、TBS）
- よゐこの無人島0円生活（2018年12月31日、2019年1月1日、テレビ朝日） - 吉田沙保里とチームを組んで対戦
- ロンドンハーツ ロンハースポーツテスト2019（2019年12月20日、テレビ朝日）
- 芸人家をつくる（2020年3月20日、フジテレビ）
- 土曜プレミアム『芸能界特技王決定戦 TEPPEN 2020秋』（2020年9月26日、フジテレビ）
- 有吉ゼミSP「あの芸能人の新たな一歩SP」アメフト復帰に密着（2021年1月18日、日本テレビ）
- NFL倶楽部ゲスト出演（2021年1月28日、日本テレビ）
- 有吉ゼミ 大食いチャレンジ「超ドカ盛り濃厚明太クリームうどん」（2021年2月1日、日本テレビ）
- NFL倶楽部「スーパーボウルをみんなで振り返ろう！史上最大のリモート打ち上げ！」ゲスト出演（2021年2月8日、日本テレビ）
- ヒロミ・指原の“恋のお世話始めました” #17 （2021年3月4日、ABEMA TV）
- 中居大輔と本田翼と夜な夜なラブ子さん （2021年8月12日、TBS）
- 有吉ゼミSP「芸能人の第二の人生 密着500日!元ブリリアンコージのアメフト選手生活」（2022年3月7日、日本テレビ）
- 昼めし旅　(2023年9月6日、テレビ東京)

#### ドラマ
- 人は見た目が100パーセント 第6話（2017年5月19日、フジテレビ） - 秘書 役
- ノーサイド・ゲーム（2019年7月7日 - 、TBS） - 友部祐規 役
- シャーロック (テレビドラマ)（2019年12月2日、フジテレビ） - 刑事・木下 役
- オリガミの魔女と博士の四角い時間 スペシャル（2019年12月30日、NHK Eテレ）
- トップナイフ-天才看護師の条件- オリジナルストーリー（2020年3月21日、2020年3月28日、Hulu） - 武闘派信者 役
- 行列の女神～らーめん才遊記〜 第5話（2020年5月18日、テレビ東京） - 塩崎潤 役
- 未解決の女 第2シーズン 第3話（2020年8月20日、テレビ朝日） - 梅田春雄 役
- 恋です!〜ヤンキー君と白杖ガール〜 第6話（2021年11月10日、日本テレビ） - ジムスタッフ 役
- 夜ドラ 卒業タイムリミット 第10話（2022年4月19日、NHK総合） - トレーナー 役

### 映画
- 茜色に焼かれる（2021年5月21日公開）
- 死刑にいたる病（2022年5月6日公開） - 相馬 役[23]

### 雑誌
- Tarzan 筋肉図鑑 vol.22（2020年4月9日、マガジンハウス）

### その他
- アメフト応援団長・コージコラム （4years.）
- DAM CHANNEL 選べる映像背景「胸キュン男子」シェアハウス編 -  剛（たけし）役